# Saint-Loup (Allier)
Saint-Loup település Franciaországban, Allier megyében. Lakosainak száma 572 fő (2022. január 1.). Saint-Loup Contigny, La Ferté-Hauterive, Montoldre, Saint-Gérand-de-Vaux és Varennes-sur-Allier községekkel határos.

## Népesség
A település népessége az elmúlt években az alábbi módon változott:
| Lakosok száma | 590  | 621  | 619  | 594  | 542  | 549  | 568  | 568  | 565  | 572  |
|               | 1968 | 1982 | 1990 | 2006 | 2013 | 2015 | 2017 | 2019 | 2020 | 2022 |